# 704
سنة 704 م كانت سنة كبيسة تبدأ يوم الثلاثاء (الرابط يظهر نموذج التقويم الكامل للسنة) من التقويم اليولياني. بدأت تسمية السنة ب704 منذ العصور الوسطى المبكرة، عندما أصبح تقويم أنو دوميني هو الأسلوب السائد في أوروبا لتسمية السنوات.

## أحداث
- بداية الثورة مسعود بن أبي زينب ضد الدولة الأموية.

## مواليد
- سانت شتورم
- سلامة القس

## وفيات
- توبة بن الحمير
- ليلى الأخيلية
- الأقيبل القيني